# Taguay (Venezuela)
Pour les articles homonymes, voir Taguay.
Taguay est la capitale de la paroisse civile de Taguay de la municipalité d'Urdaneta de l'État d'Aragua au Venezuela.